# Alberto Begné Guerra
Alberto Begné Guerra (Mexico-Stad, 30 juli 1963) is een Mexicaans politicus van Sociaaldemocratisch Alternatief (Alternativa).
Begné studeerde internationale betrekkingen aan het Ortega y Gassetinstituut en was electoraal en educatief directeur van het Federaal Electoraal Instituut (IFE) en vervolgens voorzitter van het Federale Instituut voor Toegang tot Openbare Informatie. Van 1998 tot 2000 was hij lid van Sociaaldemocratie (DS) en na het opheffen van die partij was hij samen met Patricia Mercado oprichter van Alternativa, waarvan hij sinds 2005 partijvoorzitter is.